# Abd al-Aziz ar-Rantisi
Abd al-Aziz ar-Rantisi (arab. ‏عبد العزيز الرنتيسي‎, ur. 23 października 1947 w Jibnie, zm. 17 kwietnia 2004) – palestyński lekarz pediatra, polityk, wykładowca akademicki i terrorysta, współzałożyciel Hamasu oraz zastępca szefa Rady Szury Hamasu Ahmada Jasina, po jego śmierci przejął stanowisko i przywództwo nad organizacją, lecz po 26 dniach sam zginął w izraelskim nalocie.

## Życiorys
Urodził się w Palestynie. Następnie jako uchodźca przebywał w obozie Chan Junus. Z wykształcenia lekarz pediatra (studiował w Egipcie). W 1976 powrócił po studiach do Gazy, został członkiem Braterstwa Muzułmańskiego i pracował jako lekarz. Był członkiem Palestyńskiego Stowarzyszenia Czerwonego Półksiężyca i Arabskiego Towarzystwa Medycznego. W 1978 roku został członkiem kadry Islamskiego Uniwersytetu w Gazie. W 1983 roku aresztowany przez Izraelczyków za odmowę płacenia podatków. W 1987 roku znalazł się w gronie założycieli Hamasu. Zatrzymany dwukrotnie w 1988 i ponownie 1990 roku. W grudniu 1992 roku deportowany do południowego Libanu. Pełnił tam rolę rzecznika zesłańców palestyńskich.
W 1993 roku powrócił do Palestyny. W grudniu tego roku na krótko uwięziony. Następnie wielokrotnie aresztowany przez władze Autonomii Palestyńskiej. Po śmierci szejka Ahmada Jasina w marcu 2004 został przywódcą Hamasu. Zginął miesiąc potem w ostrzale izraelskim.